# Església del Rosari
Església del Rosari (en xinès: 玫瑰堂 香港) es troba a Kowloon, Hong Kong, al sud de la Xina. És l'església catòlica més antiga de Kowloon. L'església és d'estil gòtic clàssic. La planta original es va basar en el model basilical romà. Dues escoles nomenades en honor de Santa Maria són adjacents, l'església pertany al mateix grup d'edificis.
El 1900, a causa de la revolta dels bòxers a la Xina, alguns batallons indis de l'Exèrcit britànic es trobaven estacionats a Kowloon, hi havia prop de 200 catòlics en la brigada. Al mateix temps, va haver-hi un augment en el nombre de catòlics entre la població civil. El 1903 Anthony Gomes, un catòlic portuguès, feu una donació de 20.000 dòlars.